# Прапор Хорольського району
Пра́пор Хоро́льського райо́ну — офіційний символ Хорольського району Полтавської області, затверджений 5 грудня 2001 року рішенням сесії Хорольської районної ради.

## Опис
Прапор являє собою прямокутне малинове полотнище зі співвідношенням сторін 2:1, обшитий золотистою бахромою, в центрі якого розміщено герб району.

## Символіка
Колір прапора Хорольщини враховує давні і міцні традиції та історичний слід козацтва на території району. Так, чисто козацькими були поселення у селах Мусіївці, Єрківцях, Шишаках, Клепачах, Трубайцях, Єньках, Вергунах, Бригадирівці. Прапор району слугує продовженню та передачі пам'яті, слави і козацького духу із покоління в покоління.